# Zabójcy (film 1946)

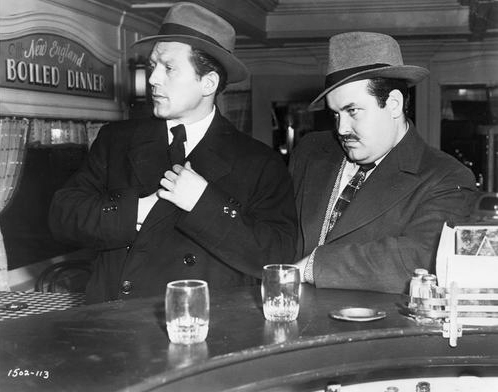
Charles McGraw i William Conrad w zwiastunie filmu, 1946.

Zabójcy (ang. The Killers) – amerykański film z 1946 roku w reżyserii Roberta Siodmaka.

## Nagrody i nominacje
| Nazwa nagrody | Wygrane       | Nominacje |
| ------------- | ------------- | --- |
| Oscar         | bez rezultatu | 1947 Najlepszy reżyser Robert Siodmak Najlepsza muzyka w dramacie lub komedii Miklós Rózsa Najlepszy montaż Arthur Hilton Najlepszy scenariusz Anthony Veiller |

## Wyróżnienia
| Data wpisania | National Film Registry |
| ------------- | --- |
| 2008          | Lista filmów budujących dziedzictwo kulturalne USA utworzona przez National Film Preservation Board i przechowywana w Bibliotece Kongresu Stanów Zjednoczonych |